# Cyathea insulana
Cyathea insulana är en ormbunkeart som beskrevs av Holtt. Cyathea insulana ingår i släktet Cyathea och familjen Cyatheaceae. Inga underarter finns listade.